# Nuoto ai campionati mondiali di nuoto 2011 - 50 metri rana femminili
La specialità dei 50 metri rana femminili ai campionati mondiali di nuoto 2011 si è svolta presso lo Shanghai Oriental Sports Center di Shanghai, in Cina.
Le qualifiche per la semifinale si sono svolte la mattina del 30 luglio 2011, mentre la semifinale si è svolta la sera dello stesso giorno. La finale, invece, si è svolta la sera del 31 luglio 2011.

## Medaglie
| Posizione | Atleta         | Paese       |
| --------- | -------------- | ----------- |
| Oro       | Jessica Hardy  | Stati Uniti |
| Argento   | Julija Efimova | Russia      |
| Bronzo    | Rebecca Soni   | Stati Uniti |

## Record
Prima della manifestazione il record del mondo (WR) e il record dei campionati (CR) erano i seguenti.
| Record mondiale       | 29"80 | Jessica Hardy Stati Uniti | 7 agosto 2009 Federal Way, Stati Uniti d'America |
| Record dei campionati | 30"09 | Julija Efimova Russia     | 2 agosto 2009 Roma, Italia                       |

Nel corso della competizione non sono stati migliorati record.

## Batterie
| Pos. | Atleta                  | Nazionalità          | Tempo | Batteria | Corsia | Note         |
| ---- | ----------------------- | -------------------- | ----- | -------- | ------ | ------------ |
| 1    | Jessica Hardy           | Stati Uniti          | 30.20 | 5        | 4      |              |
| 2    | Julija Efimova          | Russia               | 30.72 | 3        | 4      |              |
| 2    | Rebecca Soni            | Stati Uniti          | 30.72 | 4        | 5      |              |
| 4    | Jennie Johansson        | Svezia               | 30.89 | 5        | 3      |              |
| 5    | Leisel Jones            | Australia            | 30.93 | 5        | 5      |              |
| 6    | Leiston Pickett         | Australia            | 31.07 | 4        | 4      |              |
| 7    | Rebecca Ejdervik        | Svezia               | 31.19 | 4        | 3      |              |
| 8    | Kate Haywood            | Regno Unito          | 31.30 | 3        | 3      |              |
| 9    | Xiaoyu Liu              | Cina                 | 31.32 | 3        | 6      |              |
| 10   | Moniek Nijhuis          | Paesi Bassi          | 31.40 | 4        | 6      |              |
| 10   | Jin Zhao                | Cina                 | 31.40 | 5        | 6      |              |
| 12   | Petra Chocová           | Rep. Ceca            | 31.41 | 5        | 7      |              |
| 13   | Sycerika McMahon        | Irlanda              | 31.49 | 5        | 8      |              |
| 14   | Rikke Pedersen          | Danimarca            | 31.65 | 4        | 7      |              |
| 15   | Suzaan Van Biljon       | Sudafrica            | 31.96 | 3        | 8      |              |
| 16   | Jane Trepp              | Estonia              | 32.00 | 3        | 1      |              |
| 17   | Erla Haraldsdottir      | Islanda              | 32.10 | 5        | 1      |              |
| 18   | Stephanie Spahn         | Svizzera             | 32.14 | 3        | 7      |              |
| 19   | Danielle Beaubrun       | Saint Lucia          | 32.27 | 2        | 5      |              |
| 20   | Loh Christina           | Malaysia             | 32.29 | 4        | 8      |              |
| 21   | Dal Eun Kim             | Corea del Sud        | 32.43 | 3        | 2      |              |
| 22   | Anastasia Christoforou  | Cipro                | 32.69 | 4        | 1      |              |
| 23   | Ivana Ninkovic          | Bosnia ed Erzegovina | 32.86 | 2        | 6      |              |
| 24   | On Kei Lei              | Macao                | 32.90 | 2        | 3      |              |
| 25   | Patricia Casellas       | Porto Rico           | 33.62 | 2        | 4      |              |
| 26   | Jamila Lunkuse          | Uganda               | 36.65 | 2        | 2      |              |
| 27   | Mariana Henriques       | Angola               | 37.23 | 2        | 1      |              |
| 28   | Oksana Hətəmxanova      | Azerbaigian          | 37.94 | 2        | 7      |              |
| 29   | Guedia Mouafo           | Camerun              | 40.15 | 1        | 4      |              |
| 30   | Angelika Sita Ouedraogo | Burkina Faso         | 40.93 | 1        | 5      |              |
| 31   | Dede Camara             | Guinea               | 44.44 | 2        | 8      |              |
| 32   | Vilayphone Vongphachanh | Laos                 | 46.37 | 1        | 6      |              |
| 33   | Angele Gbenou           | Benin                | 46.90 | 1        | 2      |              |
| 34   | Nafissa Adamou          | Niger                | 51.24 | 1        | 7      |              |
| -    | Dorothea Brandt         | Germania             |       | 3        | 5      | non partita  |
| -    | Jillian Tyler           | Canada               |       | 4        | 2      | non partita  |
| -    | Satomi Suzuki           | Giappone             |       | 5        | 2      | non partita  |
| -    | Ingrid Outtara          | Burkina Faso         |       | 1        | 3      | squalificata |

## Semifinali
| Pos. | Atleta            | Nazionalità | Tempo | Batteria | Corsia | Note |
| ---- | ----------------- | ----------- | ----- | -------- | ------ | ---- |
| 1    | Jessica Hardy     | Stati Uniti | 30.40 | 2        | 4      |      |
| 2    | Rebecca Soni      | Stati Uniti | 30.74 | 2        | 5      |      |
| 3    | Julija Efimova    | Russia      | 30.81 | 1        | 4      |      |
| 4    | Leiston Pickett   | Australia   | 30.96 | 1        | 3      |      |
| 5    | Leisel Jones      | Australia   | 31.14 | 2        | 3      |      |
| 6    | Jennie Johansson  | Svezia      | 31.16 | 1        | 5      |      |
| 7    | Moniek Nijhuis    | Paesi Bassi | 31.40 | 1        | 2      |      |
| 8    | Rebecca Ejdervik  | Svezia      | 31.41 | 2        | 6      |      |
| 9    | Kate Haywood      | Regno Unito | 31.43 | 1        | 6      |      |
| 10   | Jin Zhao          | Cina        | 31.46 | 2        | 7      |      |
| 11   | Xiaoyu Liu        | Cina        | 31.50 | 2        | 2      |      |
| 12   | Petra Chocová     | Rep. Ceca   | 31.75 | 1        | 7      |      |
| 13   | Sycerika McMahon  | Irlanda     | 31.83 | 2        | 1      |      |
| 14   | Suzaan Van Biljon | Sudafrica   | 31.97 | 2        | 8      |      |
| 15   | Rikke Pedersen    | Danimarca   | 32.07 | 1        | 1      |      |
| 16   | Jane Trepp        | Estonia     | 32.33 | 1        | 8      |      |

## Finale
| Pos. | Atleta           | Nazionalità | Tempo | Corsia | Note |
| ---- | ---------------- | ----------- | ----- | ------ | ---- |
|      | Jessica Hardy    | Stati Uniti | 30.19 | 4      |      |
|      | Julija Efimova   | Russia      | 30.49 | 3      |      |
|      | Rebecca Soni     | Stati Uniti | 30.58 | 5      |      |
| 4    | Leiston Pickett  | Australia   | 30.74 | 6      |      |
| 5    | Jennie Johansson | Svezia      | 30.89 | 7      |      |
| 6    | Leisel Jones     | Australia   | 31.01 | 2      |      |
| 7    | Moniek Nijhuis   | Paesi Bassi | 31.33 | 1      |      |
| 8    | Rebecca Ejdervik | Svezia      | 31.45 | 8      |      |